# Пэккылькы
Пэккылькы (устар. Пякаль-Кы) — река в России, протекает по территории Красноселькупского района Ямало-Ненецкого автономного округа. Устье реки находится в 486 км от устья реки Таз по правому берегу. Длина реки — 209 км, площадь водосборного бассейна — 2060 км².

## Притоки
(указано расстояние от устья)
- 64 км: Кыпакы (лв)
- 72 км: Сэкаскы (лв)
- 76 км: река без названия (пр)
- 133 км: Кэнылькы (лв)
- 166 км: Сырылькикэ (лв)
- 189 км: река без названия (пр)

## Данные водного реестра
По данным государственного водного реестра России относится к Нижнеобскому бассейновому округу, водохозяйственный участок реки — Таз. Речной бассейн реки — Таз.
Код объекта в государственном водном реестре — 15050000112115300068438.